# Tuy (Batangas)
Tuy è una municipalità di quarta classe delle Filippine, situata nella Provincia di Batangas, nella Regione del Calabarzon.
Tuy è formata da 22 baranggay:
- Acle
- Bayudbud
- Bolboc
- Burgos (Pob.)
- Dalima
- Dao
- Guinhawa
- Lumbangan
- Luna (Pob.)
- Luntal
- Magahis
- Malibu
- Mataywanac
- Palincaro
- Putol
- Rillo (Pob.)
- Rizal (Pob.)
- Sabang
- San Jose
- Talon
- Toong
- Tuyon-tuyon